# Gröndal (Värmdö)
Gröndal is een plaats in de gemeente Värmdö in het landschap Uppland en de provincie Stockholms län in Zweden. De plaats heeft 189 inwoners (2005) en een oppervlakte van 59 hectare. Gröndal ligt op het eiland Ingarö, dit eiland is via bruggen verbonden met het vasteland. De directe omgeving van Gröndal bestaat uit zowel bos als rotsachtig gebied.